# Úplná demontáž lidstva
Úplná demontáž lidstva - album czeskiej grupy muzycznej Umbrtka. Wydawnictwo ukazało się 10 marca 2009 roku nakładem Metal Swamp Records.

## Lista utworów
1. "Stroje zůstanou" - 04:34
2. "Špinavá lávka" - 02:57
3. "Šedá v úle" - 06:01
4. "Umbrtka Kat" - 04:41
5. "Salám dobyvatel" - 15:08
6. "Přátelé" - 04:23
7. "Dítě z popelnice" - 05:16
8. "Pod vlajkou dýmu" - 07:08

## Twórcy
- Lord Morbivod - śpiew, gitara, gitara basowa, instrumenty klawiszowe, programowanie perkusji, muzyka, teksty
- Strastinen - śpiew, gitara, gitara basowa
- Karl - śpiew, gitara
- Well - śpiew, gitara basowa, fortepian